# Dicliptera eenii
Dicliptera eenii är en akantusväxtart som beskrevs av Spencer Le Marchant Moore. Dicliptera eenii ingår i släktet Dicliptera och familjen akantusväxter. Inga underarter finns listade i Catalogue of Life.